# Postępowanie odwoławcze

## Postępowanie odwoławcze w postępowaniu administracyjnym
Postępowanie odwoławcze w administracji publicznej rozpoczyna się wniesieniem odwołania od decyzji wydanej przez organ administracji publicznej. Zgodnie z zasadą dwuinstancyjności od decyzji wydanej w pierwszej instancji stronie służy odwołanie tylko do jednej instancji. Organem właściwym do rozpatrzenia odwołania jest organ wyższego stopnia. Organ odwoławczy nigdy nie działa z urzędu, dopiero wniesienie odwołania rozpoczyna postępowanie odwoławcze.
Odwołanie wnosi się do organu odwoławczego za pośrednictwem organu, który wydał zaskarżoną decyzje, w terminie czternastu dni od dnia doręczenia lub ogłoszenia stronie decyzji.
W postępowaniu odwoławczym można wyróżnić trzy stadia:
- stadium wstępne – przedmiotem jest badanie dopuszczalności odwołania, organ sprawdza czy odwołanie zostało wniesione w terminie i czy jest ono dopuszczalne,
- stadium rozpoznawcze – przedmiotem jest powtórne rozpoznanie sprawy, organ ma za zadanie przeprowadzenie postępowania wyjaśniającego zmierzającego do ustalenia wszystkich istotnych okoliczności sprawy, oraz do zbadania zasadności żądań i zarzutów przedstawionych w odwołaniu,
- stadium orzecznicze – mające na celu podjęcie ostatecznego rozstrzygnięcia sprawy.

Uprawnienia decyzyjne organu odwoławczego zostały określone w art. 138  Kodeksu postępowania administracyjnego, w myśl tego przepisu organ może:
1) utrzymać zaskarżoną decyzję w mocy,
2) uchylić decyzję w części i w tym zakresie orzec co do istoty sprawy,
3) uchylić zaskarżoną decyzje w całości i orzec co do istoty sprawy,
4) uchylić zaskarżoną decyzje w całości lub w część i w tym zakresie umorzyć postępowanie w pierwszej instancji,
5) umorzyć postępowanie odwoławcze,
6) uchylić zaskarżoną decyzje i przekazać sprawę do ponownego rozpatrzenia organowi pierwszej instancji.

## Postępowanie odwoławcze w postępowaniu karnym
Kodeks postępowania karnego z 1997 roku do środków odwoławczych zalicza apelację i zażalenie.